# Université Jean Piaget du Cap-Vert
L'université Jean Piaget du Cap-Vert est une université privée située à Praia, la capitale du Cap-Vert.

## Historique
L'université Jean Piaget a été reconnue comme établissement d'enseignement supérieur d'intérêt public par les autorités Cap-Verdiennes en 2001.
Elle porte le nom du psychologue suisse Jean Piaget.

## Organisation
L'université est composée de quatre facultés, :
- Faculté des sciences et de technologie
- Faculté des sciences de la santé et de l'environnement
- Faculté des sciences politiques, de l'éducation et du comportement
- Faculté d'économie et de commerce